# Frithiof Nevanlinna

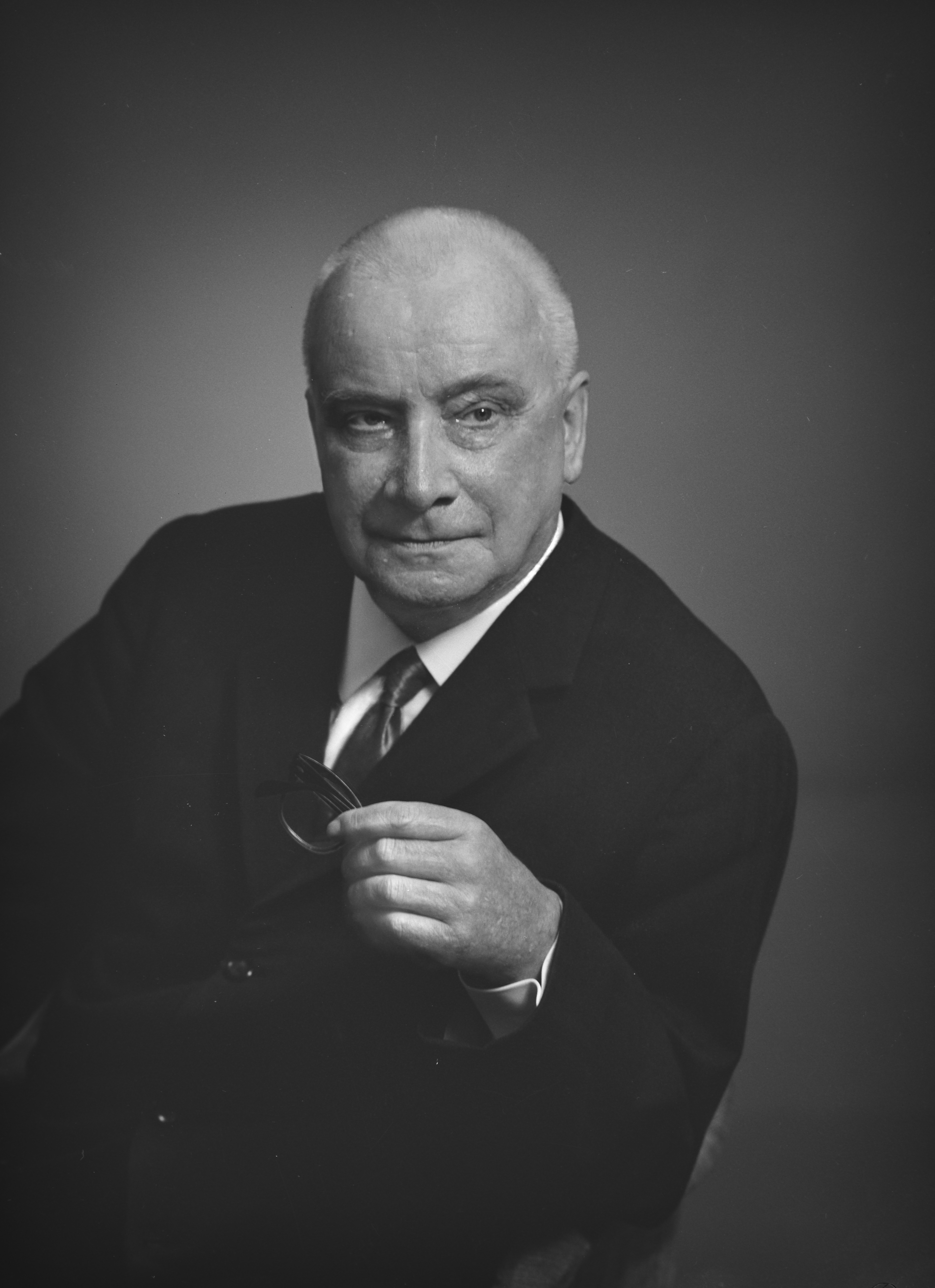
Frithiof Nevanlinna, 1964.

Frithiof Edvard Henrik Nevanlinna (Joensuu, 16 de agosto de 1894 – Helsinki, 20 de março de 1977) foi um matemático finlandês, que trabalhou com análise complexa.
Foi um irmão mais velho de Rolf Nevanlinna, tendo obtido em 1918 um doutorado na Universidade de Helsinque, orientado por Ernst Leonard Lindelöf, com a tese Zur Theorie der asymtotischen Potenzreihen.

## Obras
- com Rolf Nevanlinna: Über die Eigenschaften analytischer Funktionen in der Umgebung einer singulären Stelle oder Linie. Acta Societatis Scientiarum Fennicae, 1922.
- com Rolf Nevanlinna: Absolute Analysis, Grundlehren der mathematischen Wissenschaften, 1959
- Einführung in die Algebra und die Theorie der algebraischen Gleichungen, Birkhäuser 1965.